# Afraceronotus quinquefasciatus
Afraceronotus quinquefasciatus är en insektsart som beskrevs av Boulard 1976. Afraceronotus quinquefasciatus ingår i släktet Afraceronotus och familjen hornstritar. Inga underarter finns listade i Catalogue of Life.